# Lintukari (ö i Norra Österbotten, Brahestad)
Lintukari är en ö i Finland.   Den ligger i den ekonomiska regionen  Brahestads ekonomiska region  och landskapet Norra Österbotten, i den centrala delen av landet, 500 km norr om huvudstaden Helsingfors.